# Маунт-Вернон (Вірджинія)
Маунт-Вернон (англ. Mount Vernon) — переписна місцевість (CDP) в США, в окрузі Ферфакс штату Вірджинія. Населення — 12 914 особи (2020).

## Географія
Маунт-Вернон розташований за координатами 38°42′48″ пн. ш. 77°6′19″ зх. д. / 38.71333° пн. ш. 77.10528° зх. д. (38.713404, -77.105246).  За даними Бюро перепису населення США в 2010 році переписна місцевість мала площу 15,72 км², з яких 13,56 км² — суходіл та 2,16 км² — водойми.

## Демографія
Згідно з переписом 2010 року, у переписній місцевості мешкало 12 416 осіб у 4563 домогосподарствах у складі 3483 родин. Густота населення становила 790 осіб/км².  Було 4773 помешкання (304/км²).
Расовий склад населення:
| - 71,5 % — білих - 12,8 % — чорних або афроамериканців - 6,7 % — азіатів - 0,4 % — корінних американців - 0,1 % — вихідців з тихоокеанських островів - 5,5 % — осіб інших рас |

До двох чи більше рас належало 3,1 %. Частка іспаномовних становила 13,5 % від усіх жителів.
За віковим діапазоном населення розподілялося таким чином: 24,4 % — особи молодші 18 років, 60,2 % — особи у віці 18—64 років, 15,4 % — особи у віці 65 років та старші. Медіана віку мешканця становила 42,9 року. На 100 осіб жіночої статі у переписній місцевості припадало 97,9 чоловіків;  на 100 жінок у віці від 18 років та старших — 94,9 чоловіків також старших 18 років.
Середній дохід на одне домашнє господарство  становив 153 088 доларів США (медіана — 124 735), а середній дохід на одну сім'ю — 170 532 долари (медіана — 150 444). Медіана доходів становила 103 576 доларів для чоловіків та 65 351 долар для жінок. За межею бідності перебувало 6,5 % осіб, у тому числі 8,1 % дітей у віці до 18 років та 8,1 % осіб у віці 65 років та старших.
Цивільне працевлаштоване населення становило 6120 осіб. Основні галузі зайнятості: науковці, спеціалісти, менеджери — 19,8 %, публічна адміністрація — 17,5 %, освіта, охорона здоров'я та соціальна допомога — 16,7 %.